# Rosenfeld/Feldenkirchen
#rosenfeld/feldenkirchen (Eigenschreibweise) war eine politische Diskussionssendung auf Phoenix. Sie war das Nachfolgeformat der Sendung Augstein und Blome. Die Journalisten Dagmar Rosenfeld und Markus Feldenkirchen diskutierten jeden Donnerstagabend über aktuelle politische Themen, z. B. die COVID-19-Pandemie oder die Bundestagswahl 2021.

## Aufbau der Sendung
Rosenfeld argumentierte konservativ-liberal (wie es Nikolaus Blome in der Vorgängersendung tat), während Feldenkirchen sozialdemokratische bzw. linke Positionen vertritt. Im Opener der Sendung verschwammen die Namen „Rosenfeld“ und „Feldenkirchen“ grafisch ineinander. Es gab einige Unterschiede zur Vorgängersendung:
- Jakob Augstein und Nikolaus Blome haben sich gesiezt, Dagmar Rosenfeld und Markus Feldenkirchen duzten sich.
- Augstein und Blome standen an Rednerpulten und blickten in die Kamera, während Rosenfeld und Feldenkirchen auf Barhockern saßen und sich in die Augen schauten.
- Die Sendung war stärker als das Vorgängerformat in den sozialen Medien eingebunden, der Sendungstitel enthielt ein Rautezeichen als Hashtag.